# 이리아라이정
이리아라이정(일본어: 入新井町)은 도쿄부 에바라군에 일찍이 존재했던 정이다. 현재의 도쿄도 오타구 오모리역 인근에 해당한다.

## 역사
- 1889년 5월 1일 - 정촌제 시행에 수반해 에바라군 이리아라이촌이 성립하였다.
- 1919년 8월 1일 - 정으로 승격해 이리아라이정이 되었다.
- 1932년 10월 1일 - 에바라구 전체가 도쿄시에 편입되어, 히부스마정의 구역은 메구로구가 되었다.
- 1947년 3월 15일 - 오모리구가 가마타구와 합병해, 오타구가 신설되었다.

## 교통

### 철도
- 게이힌 전기철도(현 도큐급행전철)
  - 본선
- 메구로 가마타 전철
  - 오이마치선

### 도로
- 국도 제15호선